# 刘珩 (1936年)
刘珩（1936年4月—2018年7月11日），曾用名刘生彪，男，江苏扬州人，生于上海，中国机械工程师、政治人物。曾任中华人民共和国纺织工业部副部长，中国民主建国会中央委员会副主席，中国纺织总会副会长，中华全国总工会副主席等职务。

## 生平
1936年生于上海。原籍江苏扬州。曾用名刘生彪。1949年7月入华东军政大学第一期、华东人民革命大学第二期学习，结业后参加华东土改工作队、常州“三反”、“五反”工作队。1956年毕业于华东纺织工学院机械系。毕业后在纺织工业部机械设计公司任技术员。1958年后历任湖北省沙市市纺机厂技术员、沙市第二机床厂工程师、沙市职工大学副校长、沙市职业大学副校长、市机械工程协会副理事长、市政协常委等职务。1983年任沙市市人民政府副市长，湖北省政协委员。
1988年4月加入中国民主建国会。1990年任纺织工业部副部长。1993年纺织工业部撤部改会后任中国纺织总会副会长，同年开始连续兼任第十二、十三届中华全国总工会副主席。还担任中国民主建国会第六届、七届、八届中央委员会副主席。第九、十届全国人大常委，全国人大内务司法委员会副主任委员。第八届全国政协常委。1998年3月，第九届全国人大第一次会议上，他当选全国人民代表大会常务委员会委员。2002年12月，中国民主建国会第八次全国代表大会在北京召开，他出任副主席。
2018年7月11日在北京逝世，享年82岁。

## 出版物
刘珩曾经长期从事纺织机械、切削机床的技术和教学工作，获高级工程师职称。编著有《机械制图》、《机械零件》、《机床设计》等大专教材。